# Robinho (calciatore 1998)
Robson José Brilhante Martins, meglio noto come Robinho (20 ottobre 1998), è un calciatore brasiliano, attaccante dell'Itabaiana in prestito dall'ABC.

## Caratteristiche tecniche
È un'ala destra.

## Carriera
È cresciuto nel settore giovanile del Santa Cruz. Il 19 febbraio 2017 ha giocato il suo primo incontro da professionista disputando con la maglia dell'América-PE la sfida del Campionato Pernambucano vinta 3-1 contro l'Atl. Pernambucano, dove ha peraltro trovato la via del gol. Il 9 agosto 2020 ha esordito nel Brasileirão con il RB Bragantino, giocando il match contro il Santos terminato 1-1.

## Palmarès

### Competizioni statali
- Campionato Pernambucano: 1

Náutico: 2018

### Competizioni nazionali
- Campeonato Brasileiro Série B: 1

Bragantino: 2019